# Adna Ferrin Weber
Adna Ferrin Weber auch in der Schreibvariante Adna F. Weber (* 14. Juli 1870 in Springville, Erie County, New York; † 28. Februar 1968 in Richmond Hill, Queens County, New York) war ein US-amerikanischer Statistiker und Ökonom.

## Leben

### Familie und Ausbildung
Der aus dem im Bundesstaat New York gelegenen Dorf Springville stammende Adna Ferrin Weber, Sohn des Blanchard B. Weber und dessen Ehefrau Philena Ferrin Weber, erwarb 1894 den akademischen Grad eines Bachelor of Philosophy an der Cornell University in Ithaca. Im Anschluss absolvierte er ein postgraduales Studium der Ökonomie an der Cornell University, der Friedrich-Wilhelms-Universität in Berlin und an der Columbia University, dort promovierte er 1899 zum Ph. D. Der für seine Dissertation „The Growth of Cities in the Nineteenth Century: A Study in Statistics“ mit dem Grant Squires Prize der Columbia University ausgezeichnete Adna Ferrin Weber studierte in der Folge als Preisträger des Traveling Fellowship der Cornell University Sozialwissenschaften in Europa. Weiterführende Ausbildungen erhielt er danach als Fellow in Economics and Social Science an der Columbia University.
Adna Ferrin Weber heiratete am 3. Mai 1899 Mabel Norris. Dieser Verbindung entstammten die Söhne Harold Norris Weber (1903–2002) und der Chemiker Lawrence Adna Weber (1907–1981). Adna Ferrin Weber verstarb Ende Februar 1968 in seinem 98. Lebensjahr.

### Beruflicher Werdegang
Adna Ferrin Weber trat 1898 seine erste Stelle als Secretary an der Cornell Summer School an, im Folgejahr wechselte er als Deputy Commissioner of Labor Statistics an das New York State Department of Labor, 1901 erfolgte dort seine Bestellung zum Chief Statistician. 1907 wechselte er in derselben Position zur New York Public Service Commission, 1921 wurde er dort zum Chief of the Accounting Division befördert, 1923 trat er zurück. Adna Ferrin Weber fungierte darüber hinaus als Correspondent der International Association for Labor Legislation, 1902 als Special Agent des United States Census, in den Jahren 1906 und 1907 als First Secretary der American Association for Labor Legislation sowie in den Jahren 1924 bis 1932 als Director der Cities Census Committee, Inc..
Adna Ferrin Weber, einer der US-amerikanischen Pioniere der Stadtstatistik, der zu diesem Fachbereich insbesondere in Periodika publizierte, hielt ein Fellowship in der American Statistical Association sowie Mitgliedschaften in der American Economic Association, der Academy of Political Science und in der Phi Beta Kappa inne.

## Schriften
- The Historical Development of the English Cabinet, Thesis (Ph. B.), Cornell University, Ithaca, N.Y., 1894
- zusammen mit John MacMackin, Henry C. Southwick: Bulletin of the Bureau of Labor Statistics of the State of New York, New York, etc., 1899
- The Growth of Cities in the Nineteenth Century: A Study in Statistics, Dissertation, Columbia University, New York, 1899
- Growth of Cities in the United States, 1890-1900, 1901
- Social value on trade-unionism, Published by the Church Association for the advancement of the interests of labor, New York, 1901
- Employers' Liability and Accident Insurance, in: Political Science Quarterly, volume 17, no. 2., Academy of Political Science, New York, etc., Jun. 1902, S. 256–283.
- Labor Legislation in New York, in: Monographs on social economics, 2, New York State Department of Labor, Albany, N.Y., 1904
- The Growth of Industry in New York, in: Monographs on social economics, 4, New York State Department of Labor, Albany, N.Y., 1904
- The Significance of Recent City Growth: The Era of Small Industrial Centres, in: Annals of the American Academy of Political and Social Science, volume 23, no. 2., American Academy of Political and Social Science, Philadelphia, 1904
- Present Status of Statistical Work and How it Needs to be Developed in the Service of the States, in: Publications of the American Statistical Association, volume 14, no. 106, The Association, Boston, Mass., Jun. 1914, S. 97–102.